# Sesleria insularis
Sesleria insularis är en gräsart som beskrevs av Carlo Pietro Stefano Stephen Sommier. Sesleria insularis ingår i släktet älväxingar, och familjen gräs. Inga underarter finns listade i Catalogue of Life.